# Copa de les Regions de la UEFA
La Copa de les Regions de la UEFA (anglès: 'UEFA Regions' Cup') és una competició futbolística amateur organitzada per la UEFA. La competició va ser creada el 1996 i es diputa de forma bianual.

## Historial
Font:
| Any  | Seu      | Campió                 | Resultat                 | Finalista          |
| ---- | -------- | ---------------------- | ------------------------ | ------------------ |
| 1999 | Itàlia   | Vèneto                 | 3 - 2 (pr.)              | Madrid             |
| 2001 | Txèquia  | Moràvia                | 2 - 2 (pr.) 4 - 2 (pen.) | Braga              |
| 2003 | Alemanya | Piemont                | 2 - 1                    | Maine              |
| 2005 | Polònia  | País Basc              | 1 - 0                    | Sud-oest Sofia     |
| 2007 | Bulgària | Baixa Silèsia          | 2 - 1 (pr.)              | Burgàs             |
| 2009 | Croàcia  | Castella i Lleó        | 2 - 1                    | Oltènia            |
| 2011 | Portugal | Braga                  | 2 - 1                    | Munster & Leinster |
| 2013 | Itàlia   | Vèneto                 | 0 - 0 (pr.) 5 - 4 (pen.) | Catalunya          |
| 2015 | Irlanda  | Regió Oriental Irlanda | 1 - 0                    | Zagreb             |
| 2017 | Turquia  | Zagreb                 | 1 - 0                    | Munster/Connacht   |
| 2019 | Alemanya | Baixa Silèsia          | 3 - 2                    | Baviera            |

## Palmarès
|    |                        | Campió      | Subcampió |
| -- | ---------------------- | ----------- | --------- |
| 1  | Vèneto                 | 1999 i 2013 |           |
| 1  | Baixa Silèsia          | 2007 i 2019 |           |
| 3  | Braga                  | 2011        | 2001      |
| 4  | Castella i Lleó        | 2009        |           |
| 4  | Moràvia                | 2001        |           |
| 4  | Piemont                | 2003        |           |
| 4  | País Basc              | 2005        |           |
| 4  | Regió Oriental Irlanda | 2015        |           |
| 4  | Zagreb                 | 2017        |           |
| 10 | Madrid                 |             | 1999      |
| 10 | Maine                  |             | 2003      |
| 10 | Sud-oest Sofia         |             | 2005      |
| 10 | Burgàs                 |             | 2007      |
| 10 | Oltènia                |             | 2009      |
| 10 | Munster & Leinster     |             | 2011      |
| 10 | Catalunya              |             | 2013      |
| 10 | Zagreb                 |             | 2015      |
| 10 | Munster/Connacht       |             | 2017      |
| 10 | Baviera                |             | 2019      |